# Canton de Levallois-Perret
Le canton de Levallois-Perret est une circonscription électorale française du département des Hauts-de-Seine créée par le décret du 26 février 2014. Elle tient lieu de circonscription d'élection des conseillers départementaux et entre en vigueur lors des élections départementales de 2015.

## Histoire

### Département de la Seine
Le canton de Levallois-Perret du département de la Seine (Arrondissement de Saint-Denis), contenant l'unique commune de Levallois-Perret, a été créé par la loi du 13 avril 1893, par division du canton de Neuilly-sur-Seine créé en 1801. 
Ce canton est supprimé par le décret du 20 juillet 1967 dans le cadre de la mise en place du département des Hauts-de-Seine, afin de permettre la création des cantons de Levallois-Perret-Nord et de Levallois-Perret-Sud.

### Département desHauts-de-Seine
Un nouveau découpage territorial des Hauts-de-Seine entre en vigueur à l'occasion des premières élections départementales suivant le décret du 26 février 2014. Les conseillers départementaux sont, à compter de ces élections, élus au scrutin majoritaire binominal mixte. Les électeurs de chaque canton élisent au Conseil départemental, nouvelle appellation du Conseil général, deux membres de sexe différent, qui se présentent en binôme de candidats. Les conseillers départementaux sont élus pour 6 ans au scrutin binominal majoritaire à deux tours, l'accès au second tour nécessitant 12,5 % des inscrits au 1er tour. En outre la totalité des conseillers départementaux est renouvelée. Ce nouveau mode de scrutin nécessite un redécoupage des cantons dont le nombre est divisé par deux avec arrondi à l'unité impaire supérieure si ce nombre n'est pas entier impair, assorti de conditions de seuils minimaux. Dans les Hauts-de-Seine, le nombre de cantons passe ainsi de 45 à 23.
Le nouveau canton de Levallois-Perret est formé d'une commune entière, issue des anciens cantons de Levallois-Perret-Nord et Levallois-Perret-Sud. Il est entièrement inclus dans l'arrondissement de Nanterre. Le bureau centralisateur est situé à Levallois-Perret.

## Représentation

### Conseillers généraux de laSeine
Avant la création des circonscriptions (1893 à 1919)
| Période | Période      | Identité                                    | Étiquette    | Qualité                                                                              |
| ------- | ------------ | ------------------------------------------- | ------------ | ------------------------------------------------------------------------------------ |
| 1893    | 1896         | Jean-Baptiste Trébois                       | Rad.         | Ancien prêtre, maire de Levallois (1880-1888 et 1891-1897)                           |
| 1896    | 1900         | Prosper Christophe Théodore Lex (1831-1916) | Rad.         | Ancien sous-chef de bureau au Ministère des Finances Propriétaire à Levallois-Perret |
| 1900    | 1912 (décès) | Louis-Ange Trézel (1863-1912)               | Nationaliste | Artiste-peintre verrier, Levallois                                                   |
| 1912    | 1919         | Valentin Vendrin                            | SFIO         | Forgeron Adjoint au Maire de Levallois                                               |

1re circonscription (Levallois-Ouest) (1919-1940)
| Période                     | Période                   | Identité                      | Étiquette | Qualité                                           |
| --------------------------- | ------------------------- | ----------------------------- | --------- | ------------------------------------------------- |
| 1919                        | 1934 (décès)              | Valentin Vendrin (1867-1934)  | SFIO      | Forgeron Adjoint au Maire de Levallois            |
| 1934                        | 1936 (annulation)         | Félix L'Hopitault (1895-1965) | RG        | Ancien officier d'aviation Industriel à Levallois |
| 1936                        | 1941 (démission d'office) | Ernest Perney (1873-1946)     | Rad.      | Maire de Levallois-Perret (1945-1946)             |
| 1941 (nommé par décret)     | 1944                      | Abel Grouard (1885-1957)      |           | Industriel                                        |
| 1945 Décret du 12 mars 1945 | 1945                      | Ernest Perney                 | Rad.      | Maire de Levallois-Perret (1945-1946)             |

2e circonscription (Levallois-Est) (1925-1940)
| Période                 | Période      | Identité               | Étiquette                   | Qualité |
| ----------------------- | ------------ | ---------------------- | --------------------------- | --- |
| 1925                    | 1939 (décès) | Louis Rouquier         | PSC puis SFIO puis Soc.ind. | Ouvrier agricole, puis représentant en vins et employé de mairie Maire de Levallois (1919-1939) Député (1928-1932)                                                        |
| 1941 (nommé par décret) | 1944 (décès) | Georges Berthet        |                             | Pharmacien |
| 1944 (nommé par décret) | 1944         | Jules Bled (1879-1961) |                             | Ouvrier jardinier, puis secrétaire administratif d’une Fédération de coopératives puis directeur d’une caisse d’Assurances sociales Maire de Levallois-Perret (1939-1944) |

### Conseillers départementaux desHauts-de-Seine
| Période élective | Période élective | Mandat | Mandat   | Identité            | Nuance | Nuance | Qualité |
| ---------------- | ---------------- | ------ | -------- | ------------------- | ------ | ------ | --- |
| 2015             | 2021             | 2015   | 2021     | Frédérique Collet   |        | Agir   | Directrice de promotion Conseillère municipale de Levallois-Perret (depuis 2014) |
| 2015             | 2021             | 2015   | 2021     | Arnaud de Courson   |        | DVD    | Chef d'entreprise Ancien conseiller municipal de Levallois-Perret (1999 → 2003 et 2014 → 2020) Ancien adjoint au maire de Levallois-Perret (1995 → 1999) Ancien conseiller général de Levallois-Perret-Sud (2011 → 2015) |
| 2021             | 2028             | 2021   | en cours | Agnès Pottier-Dumas |        | LR     | Maire de Levallois-Perret (2020 → ) 10ème Vice-présidente du Conseil départemental des Hauts-de-Seine (Prévention et sécurité publique)(2021 → )                                                                         |
| 2021             | 2028             | 2021   | en cours | David-Xavier Weiss  |        | CNIP   | Journaliste politique Adjoint au maire de Levallois-Perret (2008 → ), membre du CNIP Conseiller départemental délégué au Tourisme                                                                                        |

### Résultats détaillés

#### Élections de mars 2015
À l'issue du 1er tour des élections départementales de 2015, deux binômes sont en ballottage : Loïc Leprince-Ringuet et Sylvie Ramond (Union de la Droite, 37,45 %) et Frédérique Collet et Arnaud de Courson (DVD, 30,72 %). Le taux de participation est de 48,08 % (19 701 votants sur 40 978 inscrits) contre 46,11 % au niveau départemental et 50,17 % au niveau national.
Au second tour, Frédérique Collet et Arnaud de Courson (DVD) sont élus avec 53,29 % des suffrages exprimés et un taux de participation de 44,07 % (8 897 voix pour 18 057 votants et 40 978 inscrits).
Frédérique Collet et Arnaud de Courson sont membres du groupe de la majorité départementale.

#### Élections de juin 2021
Le premier tour des élections départementales de 2021 est marqué par un très faible taux de participation (33,26 % au niveau national). Dans le canton de Levallois-Perret, ce taux de participation est de 35,22 % (15 189 votants sur 43 126 inscrits) contre 35,09 % au niveau départemental. À l'issue de ce premier tour, deux binômes sont en ballottage : Agnès Pottier-Dumas et David-Xavier Weiss (LR, 46,72 %) et Frédérique Collet et Lies Messatfa (Union au centre et à droite, 30,77 %).
Le second tour des élections est marqué une nouvelle fois par une abstention massive équivalente au premier tour. Les taux de participation sont de 34,36 % au niveau national, 37,05 % dans le département et 37,64 % dans le canton de Levallois-Perret. Agnès Pottier-Dumas et David-Xavier Weiss (LR) sont élus avec 59,99 % des suffrages exprimés (9 106 voix pour 16 237 votants et 43 139 inscrits),,.

## Composition
Le canton de Levallois-Perret comprend une commune entière.
| Nom                                      | Code Insee | Intercommunalité         | Superficie (km2) | Population (dernière pop. légale) | Densité (hab./km2) | Modifier                                    |
| ---------------------------------------- | ---------- | ------------------------ | ---------------- | --------------------------------- | ------------------ | ------------------------------------------- |
| Levallois-Perret (bureau centralisateur) | 92044      | Métropole du Grand Paris | 2,41             | 68 412 (2022)                     | 28 387             | modifier les données · modifier les données |
| Canton de Levallois-Perret               | 9216       |                          |                  | 68 412 (2022)                     |                    | modifier les données                        |

## Démographie
En 2022, le canton comptait 68 412 habitants, en évolution de +7,8 % par rapport à 2016 (Hauts-de-Seine : +2,75 %, France hors Mayotte : +2,11 %).
| 2013   | 2018   | 2022   |
| ------ | ------ | ------ |
| 65 264 | 65 817 | 68 412 |